# South Haven (Kansas)
Pour les articles homonymes, voir South Haven.
South Haven est une ville américaine située dans le comté de Sumner, au Kansas. Selon le recensement de 2020, sa population est de 324 habitants.